# Sporangiospora

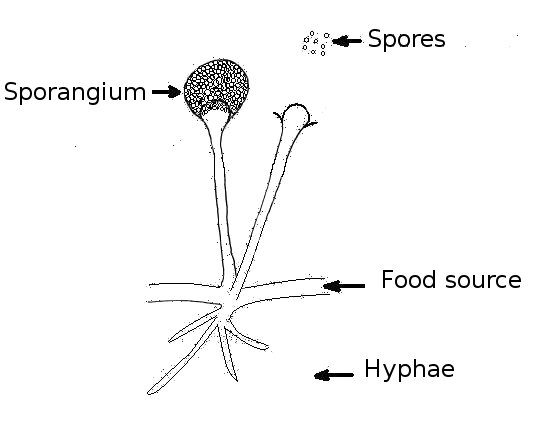
Powstawanie zarodników sporangialnych

Sporangiospory (l. poj. sporangiospora) lub zarodniki sporangialne – zarodniki grzybów, które tworzą się w kulistych zarodniach (sporangiach) na końcu haploidalnych strzępek po podziałach mitotycznych. Są rodzajem mitospor. Wysypują się po pęknięciu ścianki zarodni i rozsiewane są przez wiatr. Posiadają od jednego do czterech jąder i otoczone są błoną komórkową.
Zarodniki sporangialne wytwarzane są przez grzyby z klasy sprzężniaków (Zygomycota).